# Efluent

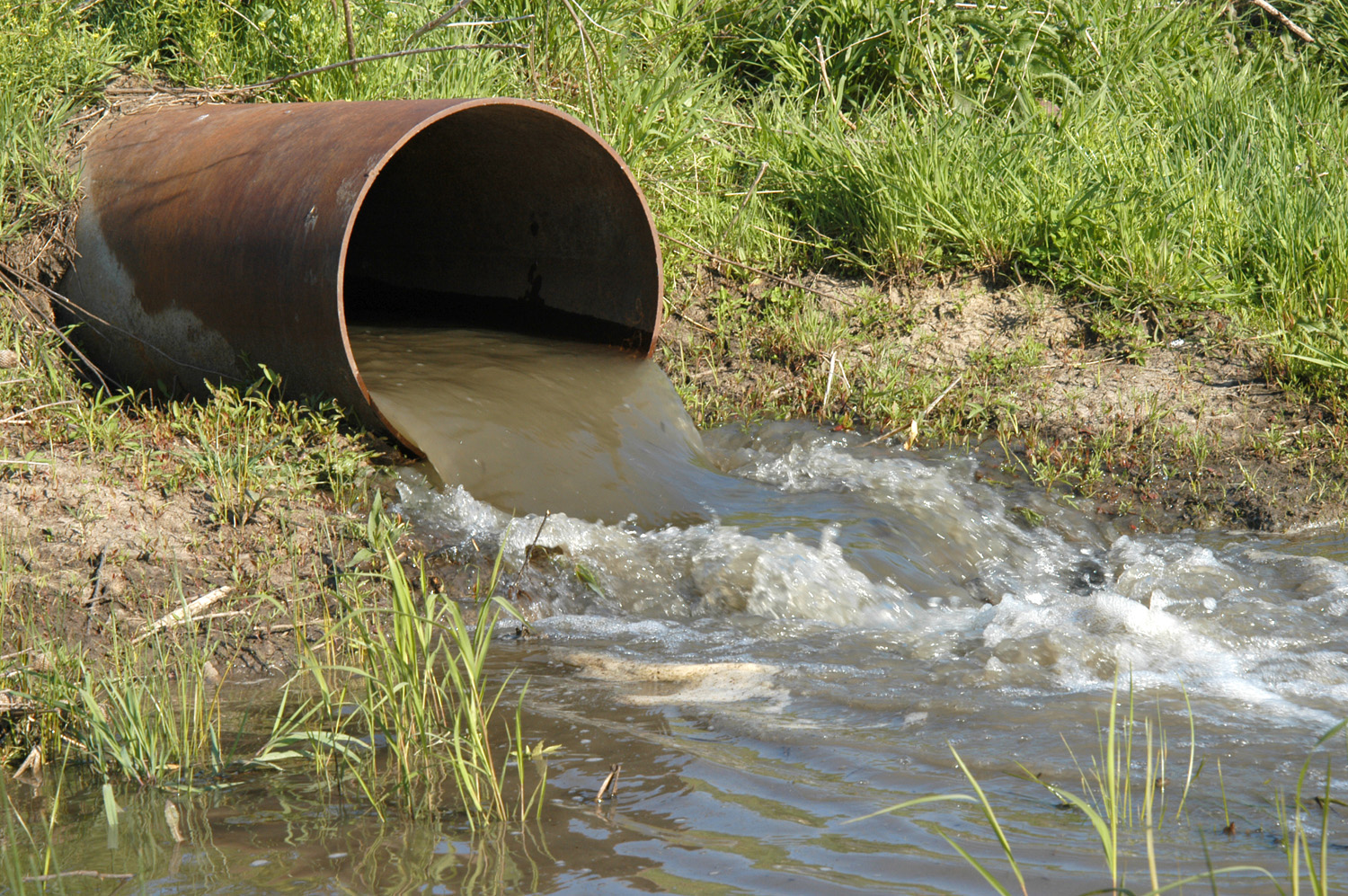
Emissió d'aigües residuals

Un efluent és el flux d'aigua o gas cap a una massa d'aigua natural des d'una estructura com ara una planta de tractament d'aigües residuals, una claveguera o canonada d'emissions industrials. En enginyeria, el mateix terme es refereix al flux que surt d'un reactor químic.

## Context
L'Agència de Protecció Ambiental dels Estats Units defineix «efluent» com «les aigües residuals (tractades o sense tractar) que surten d'una planta de tractament, claveguera o canonada d'emissions industrials. Se sol referir als residus abocats a les aigües superficials». El Compact Oxford English Dictionary defineix el terme com «els residus líquids o les aigües residuals abocades en un riu o el mar».
En el seu sentit artificial, se sol considerar contaminació de l'aigua, com ara les emissions d'una planta de tractament d'aigües residuals o les aigües residuals vessades per instal·lacions industrials. Per exemple, una bomba de clavegueró bomba residus des de lavabos instal·lats per sota d'una claveguera.
En el context de plantes de tractament d'aigües residuals, l'efluent que ha estat tractat de vegades s'anomena «efluent secundari» o «efluent tractat». Seguidament, aquest efluent més net es fa servir per alimentar els bacteris dels biofiltres.
En el context d'una central tèrmica, la sortida del sistema de refrigeració també es pot anomenar aigua de refrigeració efluent i és força més calenta que el medi que l'envolta. Un efluent només pot ser un flux líquid.
En el processament de la remolatxa sucrera, l'efluent sovint s'assenta en dipòsits d'aigua per permetre l'assentament de l'aigua contaminada per fang. El fang cau al fons i deixa la capa superior de l'aigua clara i preparada per tornar al riu o ser reutilitzada en el mateix procés.